# Karl Adam (voetballer)
Karl Adam (Koblenz, 4 februari 1924 - aldaar, 9 juli 1999) was een Duits voetballer die het grootste deel van zijn carrière speelde bij TuS Neuendorf. Tevens speelde hij voor het Duits voetbalelftal. In 1955 moest hij noodgedwongen door een knieblessure stoppen met voetballen.
Zijn zoon, Werner Adam, speelde in de jaren zeventig ook voor TuS Neuendorf.